# نستله

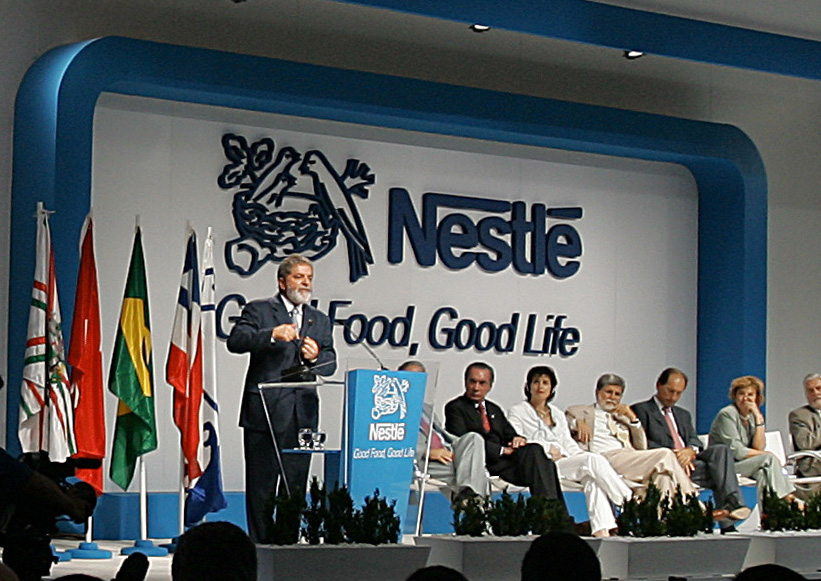
الرئيس البرازيلي يفتتح إحدى مصانع الشركة في ولاية باهيا البرازيلية، في فبراير2007.

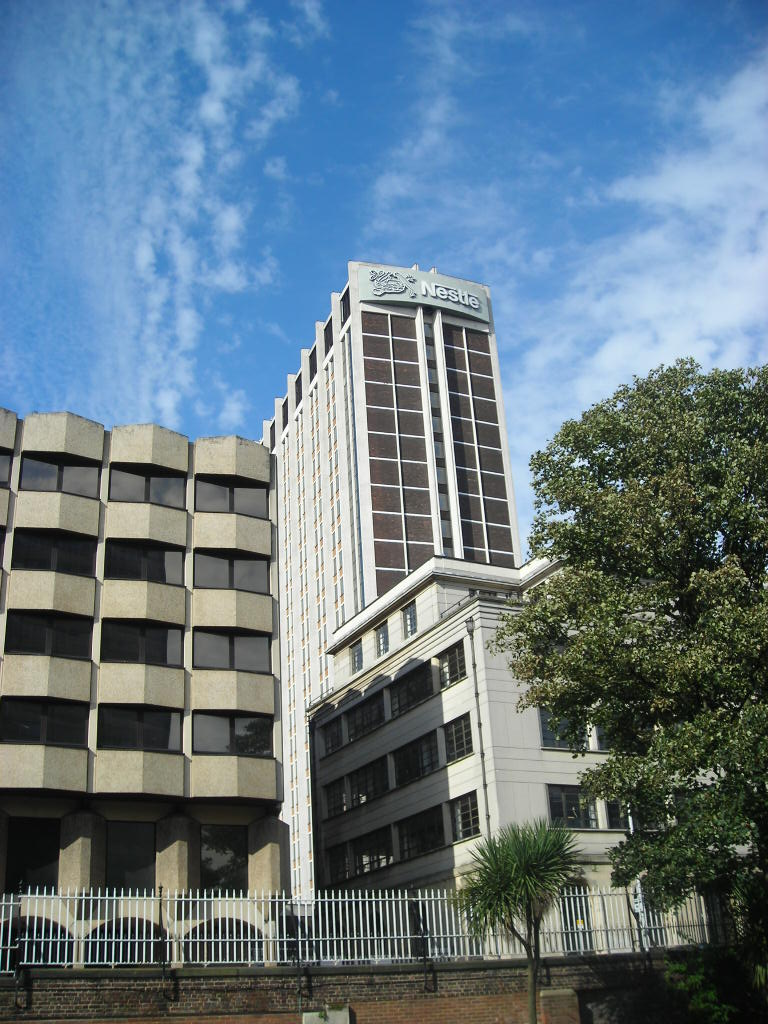
برج نسلي في أحد ضواحي لندن، وهو المكتب الإقليمي للمملكة المتحدة

نستله (بالفرنسية: Nestlé) هي شركة سويسرية متعددة الجنسيات متخصصة في إنتاج الأطعمة الأغذية المعلبة أسست في فيفي في سويسرا، نتيجة لاندماج شركتي أنجلو-سويس ميلك لمنتجات الحليب (التي أسسها الأخوان بايج في سويسرا عام 1866) وشركة فاري لاكتي هنري نسلي (التي أسسها هنري نستله في عام 1867 والتي كانت تنتج أطعمة الرُضع في ذلك الوقت) في عام 1905، وهي أكبر شركة أغذية عامة في العالم، من حيث الإيرادات ومقاييس أخرى، منذ عام 2014. احتلت المرتبة 64 في قائمة فورتشن غلوبال 500 في عام 2017. في عام 2023، احتلت الشركة المرتبة 50 في قائمة فوربس غلوبال 2000.

## تاريخ الشركة
بدايات الشركة كانت في 1860 عندما قام الصيدلي هنري نستله بتطوير طعام خاص للرُضع الذين لا تقدر أمهاتهم على إرضاعهم وقد حقق نجاحاً باهراً عندما نجحت الوصفة التي صنعها في إنقاذ حياة طفل رضيع مولود قبل أوانه لم يكن يتقبل حليب أمه أو أي صيغة أخرى من الطعام وسريعاً ما كانت تباع الصيغة التي حضرها في جميع أنحاء أوروبا. في عام 1905 اندمجت الشركة مع شركة أنجلو-سويس ميلك وخلال فترة قصيرة كانت الشركة قد فتحت مصانع لها في الولايات المتحدة وفي المملكة المتحدة، ألمانيا وإسبانيا. خلقت الحرب العالمية الأولى طلباً مكثفاً على منتجات الحليب في صيغة عقود حكومية. ومع نهاية هذه الحرب كان إنتاج الشركة قد تضاعف أكثر من مرة.
بعد الحرب قل الطلب من قبل الحكومات على الحليب المجفف مما أضعف مبيعات الشركة إلا أن قرار الشركة بإضافة الشوكولا إلى منتجاتها أنقذ مبيعتها. تأثرت الشركة سريعاً بالحرب العالمية الثانية فانخفضت مبيعات الشركة من 20 مليون دولار في 1938 إلى 6 ملايين دولار في 1939 لكن هذه الحرب نفسها قذفت مبيعات أحد منتوجات شركة نسلي وهو نسكافيه (بالفرنسية: Nescafé) إلى أعلى مبيعات ممكنة فالجيش الأمريكي كان يشتري هذا المنتج لجنوده. بعد نهاية الحرب العالمية الثانية وعلى مدى سنوات طويلة قامت الشركة بشراء حصص في العديد من الشركات مثل ماجي (بالإنجليزية: Maggi) وليبيز (بالفرنسية: Libby's) وحتى شركة لوريال (بالفرنسية: L'Oréal) المصنعة لمواد التجميل.
اشترت نستله في ديسمبر 2005 شركة دلتا آيس كريم اليونانية للمثلجات مقابل 240 مليون يورو. ثم استحوذت في يناير 2006 على ملكية شركة درير بالكامل، وبذلك أصبحت نستلة أكبر شركة مصنعة للآيس كريم في العالم بحصة سوقية بلغت حوالي 17.5٪. استحوذت نستله بعد ذلك على قسم التغذية الطبية في شركة نوفارتس للأدوية في يوليو 2007 مقابل 2.5 مليار دولارًا أمريكيًا، كما استحوذت أيضًا على منتج أوفالتين بنكهة الحليب، وخطوط إنتاج شركتي بوست وريسورس للمكملات الغذائية ومنتجات الحمية الغذائية.

## المنتجات
تصنف الشركة حالياً من أكبر الشركات في العالم ولها العديد من خطوط الإنتاج المتخصصة في الحليب، الشوكولا، المياه المعلبة، القهوة وأطعمة الحيوانات الأليفة. كما أنها أحد المساهمين الرئيسيين في شركة لوريال الفرنسية التي تعد أكبر شركة مستحضرات تجميل في العالم. أسهم الشركة حالياً مدرجة في سوق سويسرا المالي.
تشمل منتجات نستله أغذية الأطفال، والأغذية الصحية، والمياه المعبأة، وحبوب الإفطار، والقهوة، والشاي، والحلويات، ومنتجات الألبان، والآيس كريم، والأطعمة المجمدة، وأطعمة الحيوانات الأليفة، والوجبات الخفيفة.

## العلامات التجارية
هذه قائمة مؤرخة بالعلامات من أهم العلامات التجارية المعروفة عالميًا التي تملكها نستله. إجمالًا، تمتلك نستله أكثر من 2000 علامة تجارية في 186 دولة. صُنفت العلامات التجارية في هذه القائمة حسب أسواقها المستهدفة، ما يلي:

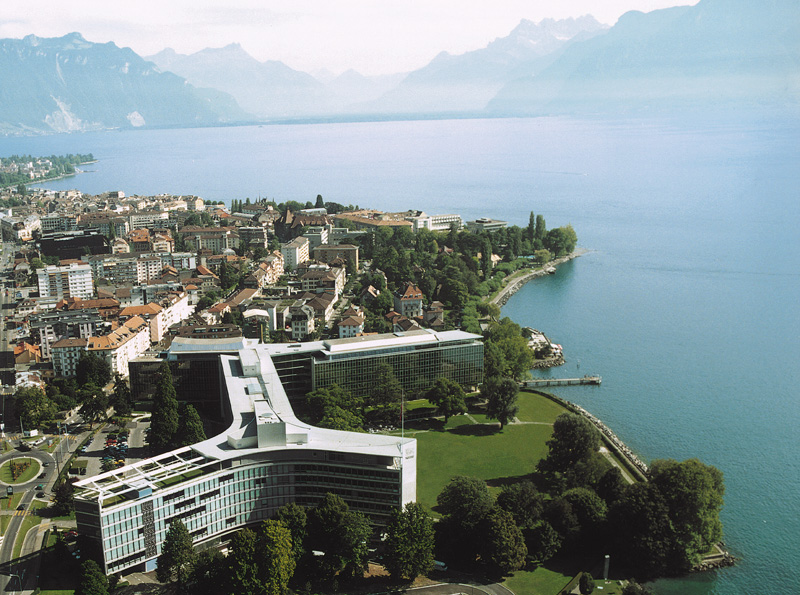
منظر جوي لمبنى المقر الرئيسي لشركة نستله في فيفي، فود، سويسرا

### المشروبات
- بير براند
- كارنيشن[27][28]
- كارو (يباع في الولايات المتحدة باسم بيرو)
- تشاكي (الفلبين)
- دونوفريو (بيرو)
- دانكو (إندونيسيا)
- ميلو (مشروب)
- نسكويك
- نيسكو (البرازيل)
- نستيا (مشروع مشترك مع شركة كوكاكولا، وشركاء المشروبات في جميع أنحاء العالم)
- نسفيتا (باكستان، تايلاند)
- أوفالتين (الولايات المتحدة، بموجب ترخيص من شركة أسوشيتد بريتش فودز)
- ريكاكاو (الإكوادور)
- رومانيت (سويسرا)
- سانبيتر (ألمانيا)
- سونار (جمهورية التشيك)[29]
- سان بيليجرينو
- سانبيتر (ألمانيا)
- سوبليجين (كاريبي) – مشروب حليب[30]
- سويت ليف تي

#### قهوة
- أغيلا (أوروغواي)[31]
- بلو بوتال كوفي[32]
- بونكا[33]
- بووندي (البرتغال)[34]
- كاميليون كولد-برو
- كريستينا (البرتغال)[34]
- دولكا (الأرجنتين)
- دولتشي غوستو
- إيكو (تشيلي، بيرو)
- إل تشانا (أوروغواي)
- تحميص دولي
- كيرما (بيرو)
- لوميديس (اليونان)
- مزيج الجبل
- نسكافيه[35]
- نسبريسو[36]
- حليب نيدو

#### الماء
- مياه بيور لايف
- أكوا بانا (إيطاليا)
- ألاكام (تركيا)
- المنهل (البحرين)
- أكوا مينيرال (بولندا)
- أكوا بود
- أكوا سبرينغ (اليونان)
- أكواريل (إسبانيا)
- القطب الشمالي (بولندا)
- بركة (مصر)
- بوكستون (المملكة المتحدة)
- شارمواز (بلجيكا)
- سييغو مونتيرو (كوبا)
- كونتريكس (فرنسا)[37]
- كريستالب (سويسرا)
- نبع دا شان يوننان (الصين)
- دار الطبيعة (بولندا)
- إيكو دي لوس أنديز (الأرجنتين)
- إسينشيا (الولايات المتحدة)
- إريكلي (تركيا)
- فريش بريس (ألمانيا)
- جيربر (المكسيك)
- غدير (الأردن)
- جلاسيار (الأرجنتين)
- هينييز (سويسرا)
- هيبار (فرنسا)
- الربيع الخفي (الفلبين)
- كوربي (اليونان)
- لا في (فيتنام)
- ليفيسيما (إيطاليا)
- لوس بورتاليس (كوبا)
- مينيري (تايلاند)
- ناولينتشوفيانكا (بولندا)
- نستله سيلدا (البرتغال)
- نستله فيرا (إيطاليا)
- نيوزيلترز (ألمانيا)
- بيجو (إيطاليا)
- سيريلاك
- كورن فليكس
- كواليتي ستريت
- كوفي ميت
- كتكات
- فريسكيز
- ماجي
- سمارتيز
- فيتيل

## سياسة الشركة في التسويق
من بداية عام 2006 أصبحت شركة نستله من أكثر الشركات المنتجة لحليب الرضع التزاما بسياسة منظمة الصحة العالمية (WHO Code). حيث أنها مهتمة بالرضاعة الطبيعية وأن كل أم لا بد أن ترضع ابنها طبيعيا لمدة 6 شهور حصريا دون أي اضافات. أما في حال تعسر الرضاعة الطبيعية فإن شركة نستله توفر منتجاتها من حليب الرضع كأفضل بديل لحليب الأم والأقرب له من حيث التركيب والجودة. وأيضا ترفض شركة نسلي التسويق لحليب الرضع الأقل من عمر السنة الواحدة وتمنع منعا باتا التواصل المباشر بين موظفيها والأمهات، وإنما تترك الأمر والخيار لأطباء الأطفال، حيث أن مندوبيها يقومون بزيارة الأطباء فقط لشرح الخلفية العلمية لمنتجات نستله لحليب الرضع.

## الإيرادات
تبلغ قيمة مبيعات نستله السنوية من منتجات 29 علامة تجارية تمتلكها ما يزيد عن مليار فرنك سويسري (ما يعادل حوالي 1.1 مليار دولارًا أمريكيًا).
احتلت شركة نستله في عام 2017 المرتبة 64 في قائمة فورتشن 500 العالمية لأكبر 500 شركة في العالم من حيث المبيعات السنوية التي تصدرها مجلة فورتشن الأمريكية. كما احتلت في عام 2016 المرتبة 33 ضمن قائمة فوربس 2000 العالمية لأكبر الشركات العامة في العالم والتي تصدرها مجلة فوربس الأمريكية.

## العمالة
بحسب التقرير السنوي للعام 2014، تمتلك نستله 447 مصنعًا في 189 دولة حول العالم، وتوظف حوالي 339000 شخص.
اتهمت شركة نستله بالاعتماد على عمالة من الأطفال في إنتاج الكاكاو والمياه المعبأة في الدول النامية.

## وصلات خارجية
- الموقع الرسمي
- الموقع الرسمي
- معلومات الشركة المالية على ياهو!